# Lucasfilm
 (транскр.  Лукасфилм лтд. ллс) америчка је продуцентска кућа коју је основао Џорџ Лукас у Сан Рафаелу. Познат је као произвођач франшиза Ратови звезда и Индијана Џоунс, као и по свом вођству у развијању специјалних ефеката, звука и компјутерске анимације за филмове. Године 2005. преселио се у Сан Франциско. The Walt Disney Company је купио Lucasfilm у децембру 2012. године за 2,2 милијарде долара у кешу и 1,855 милијарди долара у акцијама.